# Duarte (província)
Duarte é uma província da República Dominicana. Sua capital é a cidade de San Francisco de Macorís.

## Municípios
A província está dividida em municípios e estes em distritos municípais (D.M.):
- San Francisco de Macorís, onde se localiza a capital da província
  - Cenoví (D.M.)
  - Jaya (D.M.)
  - La Peña (D.M.)
  - Presidente Don Antonio Guzmán Fernández (D.M.)
- Arenoso
  - El Aguacate (D.M.)
  - Las Coles (D.M.)
- Castillo
- Eugenio María de Hostos
  - Sabana Grande (D.M.)
- Las Guáranas
- Pimentel
- Villa Riva
  - Agua Santa del Yuna (D.M.)
  - Barraquito (D.M.)
  - Cristo Rey de Guaraguao (D.M.)
  - Las Táranas (D.M.)